# Nationaal park Gunung Leuser
Nationaal park Gunung Leuser is een park in Indonesië. Het ligt in de provincie Noord-Sumatra, aan de grens met Atjeh op het eiland Sumatra. Het vormt samen met Nationaal Park Bukit Barisan Selatan en Nationaal Park Kerinci Seblat het beschermde werelderfgoedgebied Tropisch regenwoud van Sumatra.